# André Lima (calciatore)
André Luiz Barretto Silva Lima, meglio conosciuto come André Lima (Rio de Janeiro, 3 maggio 1985), è un ex calciatore brasiliano, di ruolo attaccante.

## Palmarès

### Club

#### Competizioni statali
- Taça Rio: 3

Vasco da Gama: 2004
Madureira: 2006
Botafogo: 2007
- Campionato Gaúcho: 1

Grêmio: 2010

#### Competizioni nazionali
- Campionato brasiliano: 2

San Paolo: 2008
Fluminense: 2010